# Simón Pacheco
Simón Pacheco, Santiago de Compostela,1968, artista visual.
Uno de los artistas gallegos más inquietos e interesantes, ha experimentado con los más diversos medios, dando lugar a modos de expresión sorprendentes, desde la pintura y la fotografía al diseño, el vídeo y la sucesión de imágenes en ámbitos no convencionales.
En 1990 obtuvo el premio Arganzuela en Madrid, concedido por un jurado que integraban, entre otros, Rafael Canogar y Darío Villalba. En 1993 fue elegido para integrar la serie de Nuevos Valores, en la Bienal de Pontevedra. Ese mismo año participa en un seminario sobre nuevas ideas en el arte, en Nueva York, estancia que aprovecha para conocer y absorber innovaciones en la expresión plástica, que en su afán creador es totalizadora.
Colabora en importantes revistas y también como columnista de opinión en La Voz de Galicia (edición de Vigo) y en 1997 gana el segundo premio del certamen Eixo Atlántico, la beca Unión Fenosa en 2001, accésit en el II Premio Auditorio de Galicia en 2002, Premio Nova Creación Artística do Museo do Mar de Galicia en 2003 y el segundo Premio Conxemar en 2006.
Afirma que su obra se basa en su observación de lo que entendemos por "realidad" más allá del consenso. Las técnicas que emplea y empleó, para Pacheco, no son un fin en sí mismas, sino un elemento más de su integración en un todo sorprendente, que es su obra, al fin.
Podemos ver ejemplos de su obra en diversas coleccións públicas y privadas, entre ellas la colección del Centro Gallego de Arte Contemporáneo.
A finales de 2006 se traslada de Vigo a Berlín donde reside actualmente.